# ذي الجرف (السدة)

تعديل مصدري - تعديل

ذي الجرف هي إحدى قرى عزلة جبل الجبالي بمديرية السدة التابعة لمحافظة إب، بلغ تعداد سكانها 655 نسمة حسب تعداد اليمن لعام 2004.

## ملحقات ذي الجرف
{حصن الحاير}
يتبع قرية ذي الجرف في عزلة جبل الحبالي وهو عبارة عن اطلال حصن يتربع على قمة جبل الشرف المشهور بارتفاعه الشاهق وتحديدا على الحافة المطلة على وادي وقرى وادي بنأ والذي يصعب الصعود اليه من باطن الجبل والذي كان له طريق من القفل واخرى من المحول يحده من الناحية الشمالية الغربية قرية حفزان ومن الناحية الجنوبية الخربية قرية المسقاة ومن الناحية الجنوبية الشرقية قرية بيت الثعيلي وكبار وتكمن اهمية الحصن بانه يعود للقرن التاسع الهجري وهو اليوم اطلال واثار معمارية يتميز بتحصينه الحصين المتمثل بالمنحدرات الخطيرة جدا خاصة في الناحية الجنوبيه الغربية والشمالية الغربية حيث يرتفع عما حوله بحوالي 1500 متر تقريبا لاتزال اثاره شاخصة تتمثل بتخطيطة الهندسي الذي يأخذ الشكل البيضاوي الدفاعي ولاتزال بعض مداميكه المعماية باقية منها بارتفاع 3 امتار واستخدم في بنائه احجار جردان وحمراء من الموقع نفسه ومن ملحقاته قنوات مائيه مقضضة بالقضاض تجر ماء الشرب من الغيل إلى كريف السد وكذلك نوبات الحراسة في الناحية الشرقية وله سراديب وطرق مخفية كانت تعد من جوانب دفاعية وحربية( الحاير : أنور محمد يحي - اثار وتاريخ خبان وعمار - مركز حمادي للطباعه والنشر 2014- ص54).